# Orquesta de la Luz
Orquesta de la Luz (orchestre de la lumière) est un groupe de salsa japonais, que Sergio George a produit, qui a interprété aussi des morceaux plus jazzy et des ballades, avant de se séparer en 1995, la chanteuse (Nora), souhaitant revenir à la salsa, s'étant lancée dans une carrière solo. Le groupe s'est reformé ensuite, sans sa chanteuse (ils ont cependant joué tous ensemble pour le festival Tempo Latino en 2005). 
Ces japonais ont découvert la salsa lors d'un concert de Tito Puente au Japon. Bien plus tard, Tito Puente jouera des timbales pour leur morceau Descarga de la Luz. 
L'orchestre est devenu célèbre en Amérique latine, en particulier à Porto Rico, au Panama, en Colombie, au Mexique en République dominicaine et au Pérou, ainsi qu'au Venezuela et dans d'autres pays des Caraïbes. 
Au milieu des années 1990, le groupe a essayé d'autres styles de musique tels que les ballades et le jazz, mais ils n'ont pas eu le même succès. Le groupe s'est séparé en 1999 et Nora Suzuki, la chanteuse principale du groupe, est revenue au chant solo de salsa.

## Formation

### Membres actuels
- Nora, chant
- Carlos Kanno, percussion
- Satoru Shoinoya, piano, claviers;
- Shiro Sasaki, trompette;
- Yoshihito Fukumoto, trompette;
- Hideaki Nakaji, trombone;
- Taisei Aoki, trombone.

### Anciens membres
- Gen Ogimi, percussions (deux premiers albums);
- Genichi Egawa, timbales (deux premiers albums);
- Gen Date, congas (trois premiers albums);
- Hiroshi Sawada, basse (quatre premiers albums, remplacé par Hiroyasu Ito);
- Tatsuya Shimogami, trompette(premier album, remplacé par Shigeru Terauchi);

## Discographie

### Albums
- Orquesta de La Luz (1990) BMG Victor

Inclut "Salsa Caliente Del Japon", "Salsa Es Mi Energia", "Tú Eres El Hombre", "There's Nothing Better Than Love." (reprise de (Luther Vandross)...
- Sin Fronteras (1991) BMG Victor

"Descarga De La Luz," (avec Tito Puente), "Sin Fronteras", "I Am A Piano" , "Amame" (composé par Nora), "El Me Ama, Yo Le Amo" reprise de Rubén Amado, "Flores Y Tambores" (reprise de Johnny Ortiz), "Make The World Stand Still" (reprise de Roberta Flack et Peabo Bryson)
- Somos Diferentes (1992) BMG Victor

"Soy Esa Mujer" (coécrit par Nora), "Salsa Con Sabor", "El Agua De Belen", "Salsa Y Control", "7 De Septiembre".
- Aventura (1993)

"Time After Time" (reprise de Cyndi Lauper), "I Can Only Be Me" (reprise de Stevie Wonder), "Pier 72", "Move It!", "Arroz Con Salsa", "Soy Sincera"
- ¡Feliz Christmas! (1994) BMG Victor

"White Christmas," "Feliz Navidad" (reprise de José Feliciano (avec un solo de cuatro de Shionoya), le bolero "Cuando Llega Navidad" de Leni Prieto, "The Christmas Song" (de Mel Torme), "Cantares De Navidad" (de Benito DeJesus), "Parranda Del Japon". Coproduit par le groupe et Charlie Donato, qui joue aussi du guiro; Pedro Guzman joue du cuatro.
- Sabor de La Luz (1995) BMG Victor

(They Long to Be) Close to You (de Burt Bacharach & David), "Boogalogy", "Quiereme" (par Nora et Charlie Donato), "Sabor" (de Bobby Capo), "Se Fue" (reprise d'une chanson italienne de P. Cremonesi, A. Valsiglio et F. Cavalli). 
- Final Concert : ¡Adios Amigos! (1998) Dynaware
- ¡Banzaaay! (2004) Avex io
- Arco Iris (2005) Avex io

### Compilations
- Historia de la Luz (1993)
- The Best Of Orquesta de la Luz